# Rita Akaffou
Josephine Rita Akaffou Leyo (* 5. Dezember 1986 in Abidjan) ist eine ivorische Fußballspielerin.

## Karriere

### Verein
Akaffou startete ihre Karriere mit JCA Treichville. Im Frühjahr 2002 verließ sie Treichville und wechselte, zum Start ihrer Seniorenkarriere zum Jeunesse Club d’Abidjan. Bei JCA spielte sie drei Spielzeiten in der Super Division, höchsten ivorischen Frauenfußballliga, bevor sie sich für einen Wechsel zum Ligarivalen AS Juventus de Yopougon entschied.

### Nationalmannschaft
Seit 2005 steht sie im Kader für die Ivorische Fußballnationalmannschaft der Frauen und nahm im Oktober und November 2012 an der Coupe d’Afrique des nations féminine de football teil.